# Aborterker

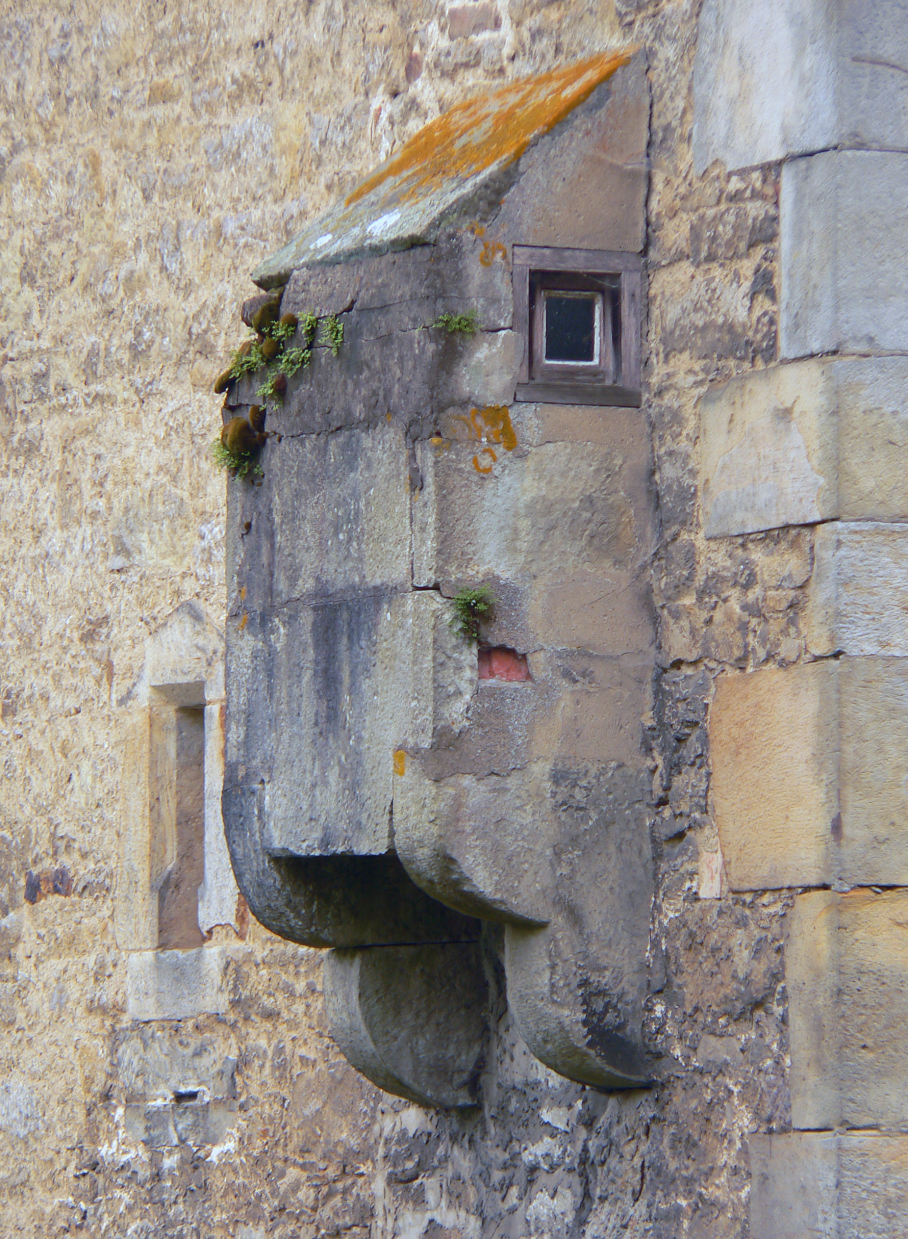
Aborterker am Wasserschloss Hülsede (2012)

Der Aborterker (auch: Abtritterker) ist ein Erker, der im Mittelalter in einer Burg oder an einem Wohngebäude als Toilette diente. Der Aborterker wird oft mit dem Wehrerker verwechselt.
Eine bauliche Variante stellte der Abortschacht dar. Diese waren auch manchmal auf Schiffen gebräuchlich; ein Beispiel dafür liefert das in den 1960er Jahren gehobene, konservierte und ausgestellte Wrack der Vasa, auf deren Vorderdeck zwei Abortschächte vorhanden sind, die unter die Wasserlinie des Schiffes reichen.

## Ausführung
Es gab sowohl gemauerte als auch hölzerne Aborterker; sie waren meist rechteckig, konnten aber in Einzelfällen auch halbrund sein. Sie ruhten auf seitlichen Kragsteinen oder Konsolen. In einer Burg führte unterhalb des Erkers oft ein langer hölzerner – gelegentlich auch gemauerter – Schacht die Exkremente in den Burggraben ab.

## Abortanlagen im mittelalterlichen Wehrbau
Die einfachste Art eines Abtrittes bestand aus einer Grube im Erdreich, die oft nur etwa 30 Zentimeter tief gewesen zu sein scheint. In Mitteleuropa wurden diese primitiven Aborte meist ausgemauert oder in den Fels geschlagen. Solche Anlagen haben sich nur noch selten erhalten. Otto Piper erwähnte in seiner Burgenkunde etwa die Abtritte in den Bergfrieden der Burg Steinsberg in Baden und der württembergischen Burg Morstein. Aborte wurden überwiegend nachts und in der Winterzeit von Gassenkehrern geleert, um die Geruchsbelästigung gering zu halten. Diese frühen Vorfahren heutiger Kanalarbeiter hießen in Nürnberg beispielsweise „Nachtkärner“ oder „Pappenheimer“.
Etwas fortschrittlichere Anlagen dieser Art lagen innerhalb der Außenmauer und waren durch einen kurzen Gang mit dem Gebäudeinnenraum verbunden (Burg Gutenfels, Rheinland, Burg Spesburg im Wasgau).
Eine deutliche Verbesserung der hygienischen Verhältnisse brachten Aborte in Mauernischen, deren Fallschächte schräg nach außen führten. Die Fäkalien konnten so in den Burggraben oder ins freie Gelände fallen, der Schacht musste nicht mehr regelmäßig entleert werden.
In einer nächsten Entwicklungsstufe springen die Ausflussöffnungen der Abortschächte über die Mauerfläche vor, der eigentliche Abtritt liegt aber noch in der Mauer. Am Palas der Burg Liebenzell hat sich etwa eine Austrittsöffnung in der Form eines halben Bienenkorbes erhalten.
Im Spätmittelalter setzte sich allgemein der voll ausgebildete Aborterker durch, bei dem der Sitz vollständig im Erker untergebracht ist. Bei vielen Burgen finden sich derartige Anlagen in überraschender Anzahl. Nach Otto Piper soll die große Ganerbenburg Eltz an der Mosel gar 14 Aborterker besessen haben.
Große Garnisonsburgen wie die Anlagen des Deutschen Ordens benötigten neben den beschriebenen kleineren Abortanlagen manchmal eigene Aborttürme, die von der eigentlichen Burganlage abgesondert waren. Ideal war hier die Anlage eines solchen „Danskers“ über einem Fließgewässer. Das aufwendigste Beispiel eines solchen Abortturmes ist der Dansker in Marienwerder, der aber in seiner erhaltenen Form eine Rekonstruktion des 19. Jahrhunderts ist.

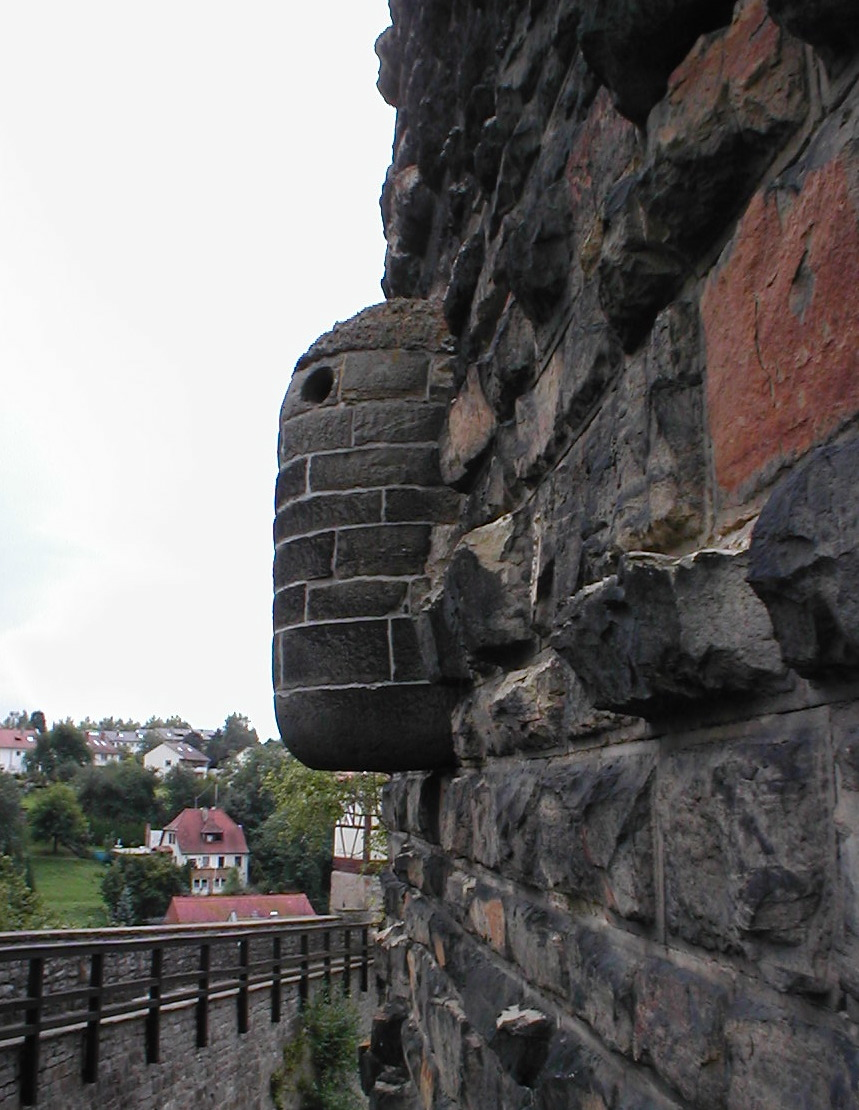
Aborterker des Roten Turms der Pfalz Wimpfen
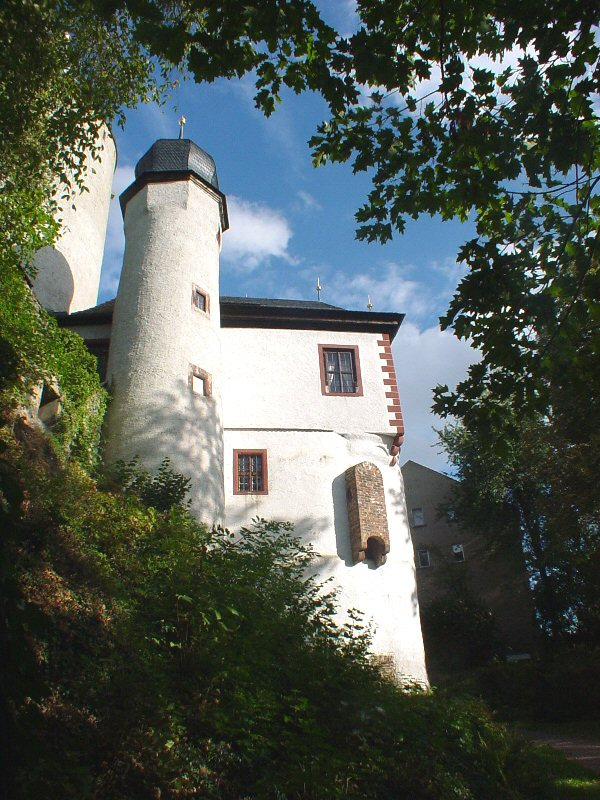
Aborterker der Burg Posterstein
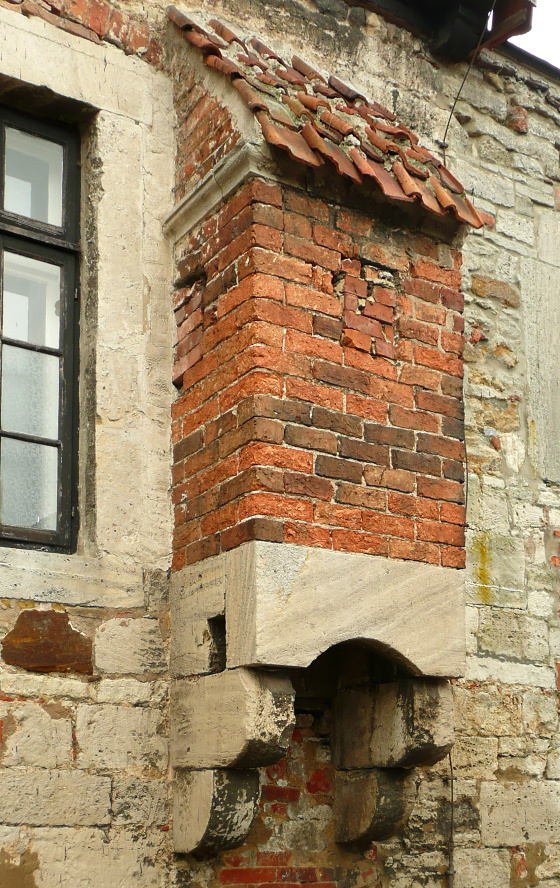
Aborterker an der Burg Campen
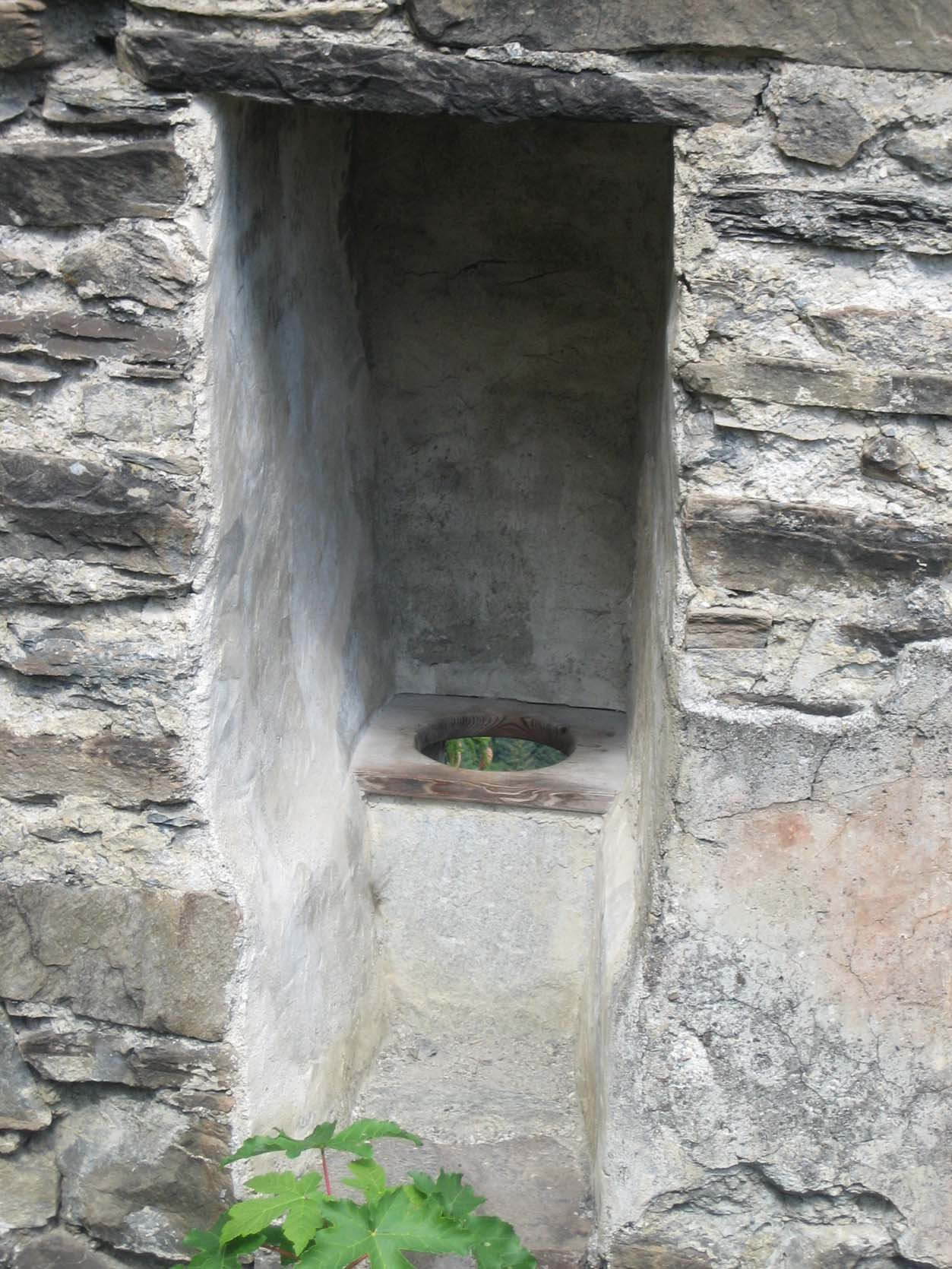
Innenansicht des Aborterkers der Ruine Obertagstein
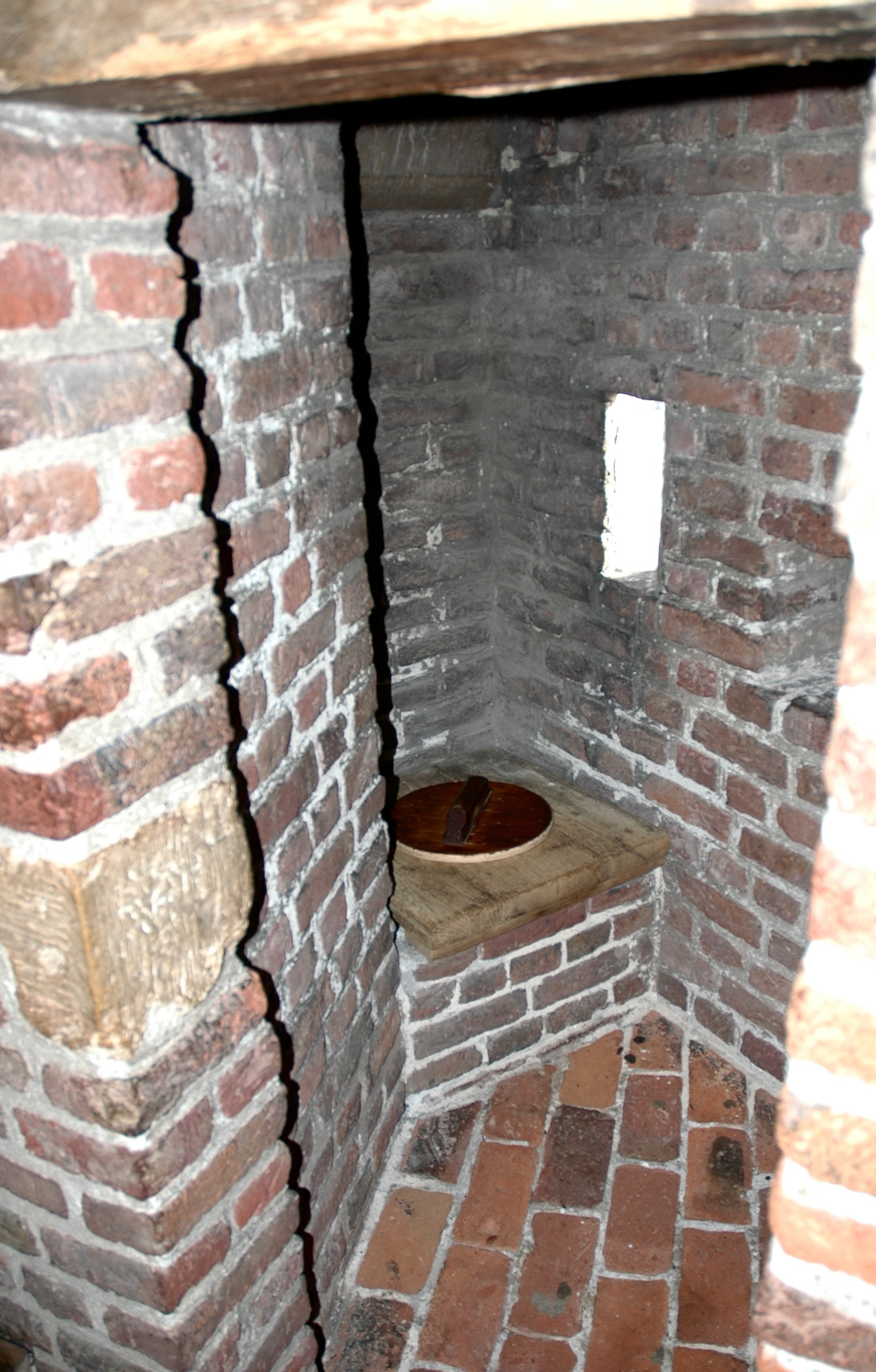
Innenansicht des Aborterkers von Schloss Hoensbroek
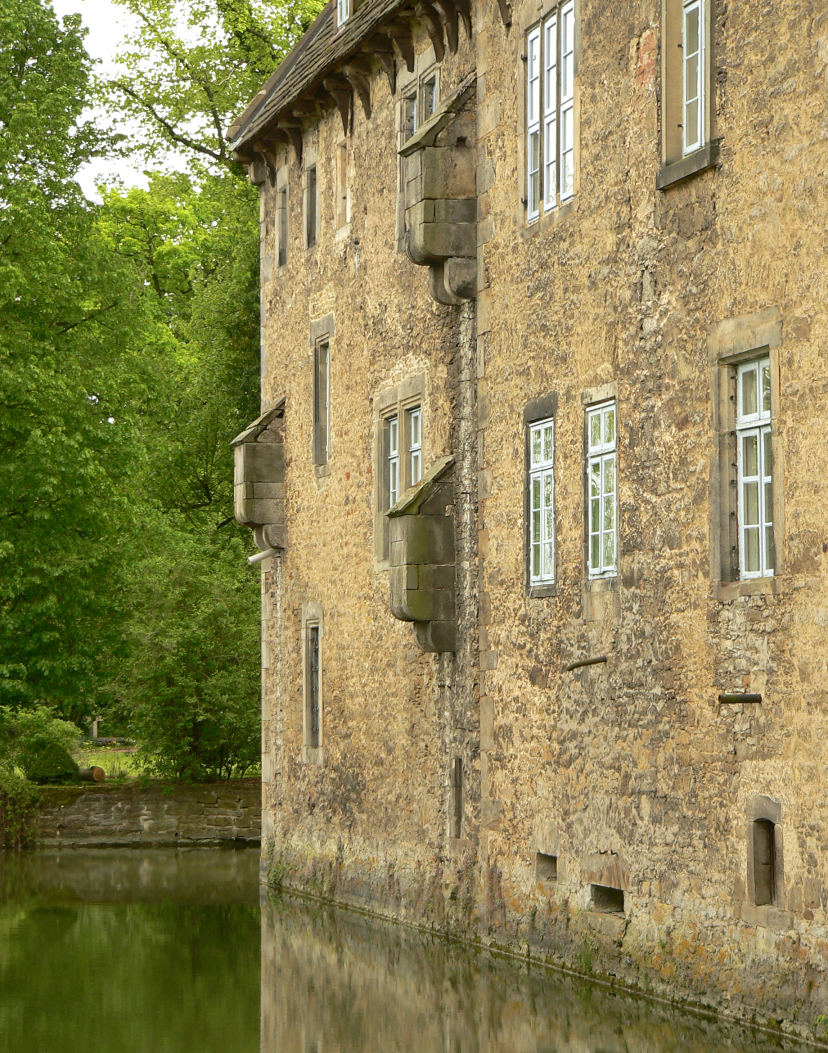
Aborterker am Wasserschloss Hülsede

## Sonstiges

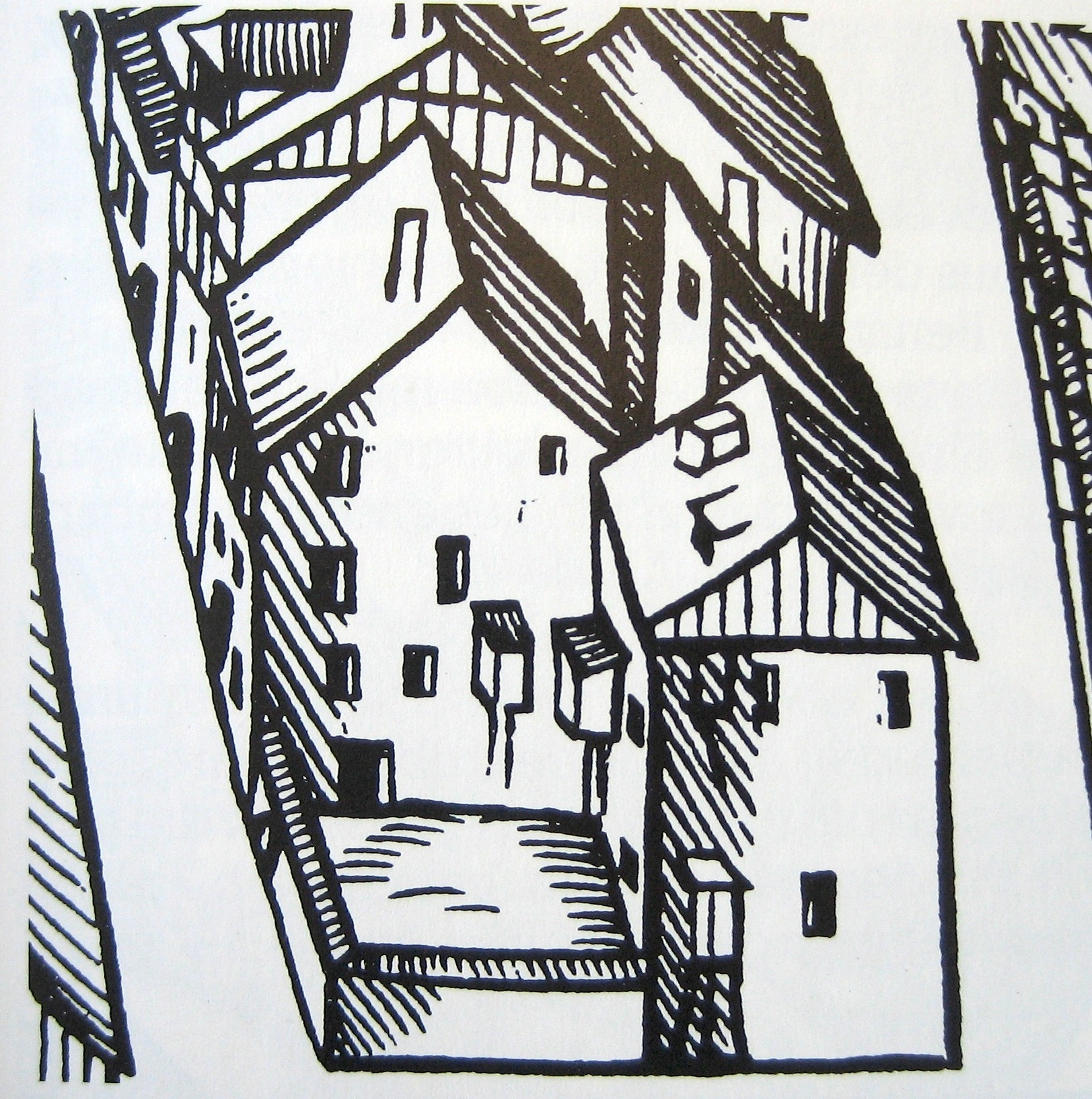
Aborterker in Zürich. Darstellung auf dem Murerplan von 1576

Eine ungünstig gelegene mittelalterliche oder frühneuzeitliche Abortanlage konnte ein gefährlicher Schwachpunkt der Befestigungsanlagen sein. So drangen angeblich 1204 einige Belagerer durch den Abortschacht in den Kapellenbau der inneren Vorburg der Burg Gaillard an der Seine ein.
Der unglückliche Herzog Gottfried der Bucklige von Lothringen wurde 1076 gar auf dem Abtritt ermordet. Sein Mörder stieß ihm angeblich (nach Lampert von Hersfeld) ein Schwert durch die Öffnung des Aborterkers in den Unterleib. Ebenso soll 1306 Wenzel III. umgekommen sein, während er seine Notdurft im Aborterker verrichtete.

## Abortanlagen im Wohnbau

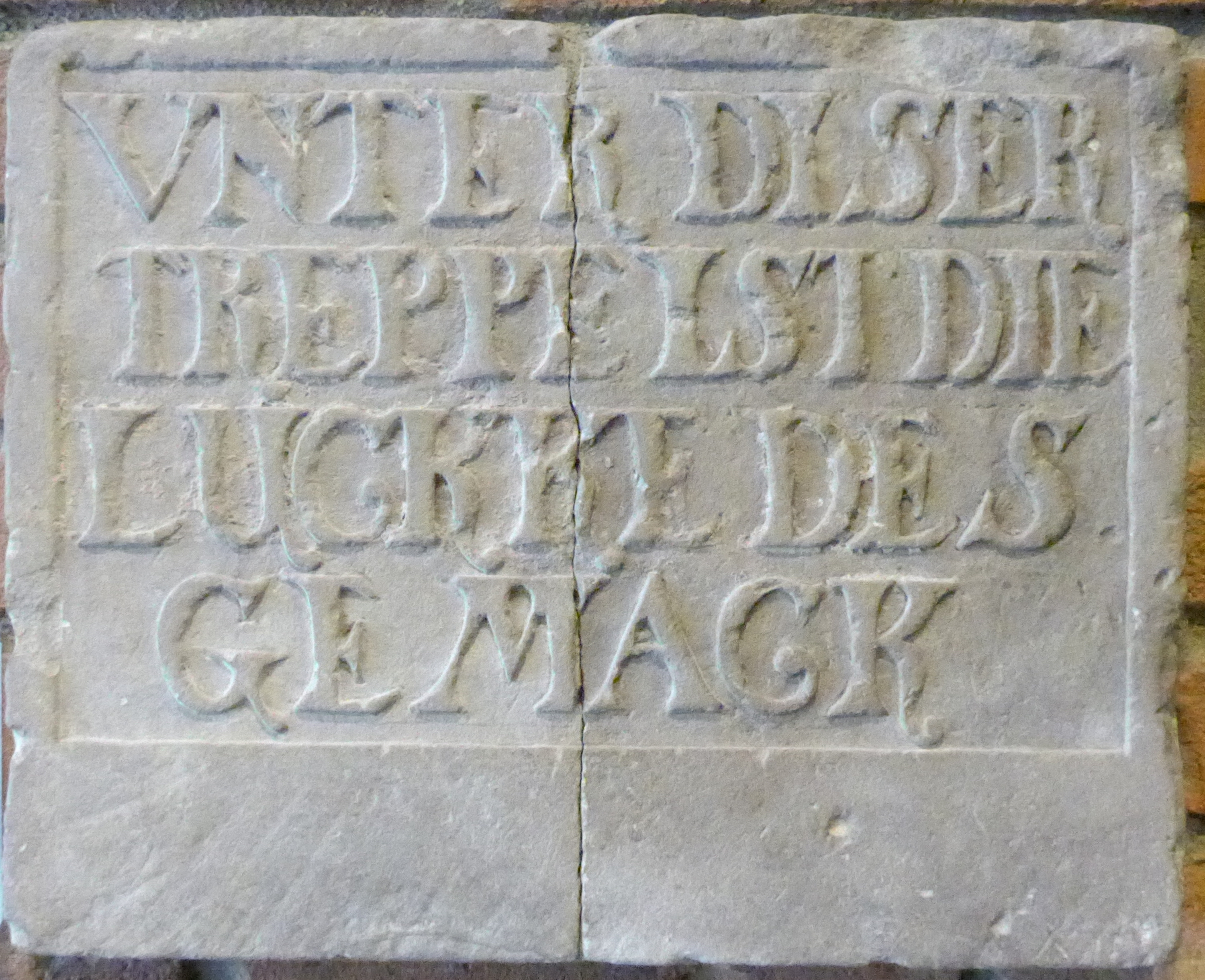
Inschriftstein, mit dem Passanten am Bremer Weserufer unter einem Aborterker gewarnt wurden. 18. Jahrhundert, Focke-Museum: „Unter dieser Treppe ist die Öffnung des Aborts.“

In städtischen Wohnquartieren führten Aborterker entweder auf die Rückseite eines privaten Grundstücks, in einen Fluss oder in eine von Fußgängern nicht oder nur selten genutzte Gasse zwischen zwei Häusern. Daraus erklärt sich auch der Spitzname „Köttelgang“ für enge Gassen.